# Cyril Martin
Cyril Martin (Londra, 31 ottobre 1918 – Londra, 10 giugno 1983) è stato un calciatore inglese, di ruolo centrocampista.

## Carriera
Dopo aver giocato a livello semiprofessionistico con i londinesi del Bromley nel 1947 si trasferisce in Francia per giocare da professionista nella prima divisione locale con l'Olympique Marsiglia: rimane nel club per un'unica stagione, peraltro conclusasi con la vittoria del campionato, torneo nel quale mette a segno 10 reti in 26 partite giocate, alle quali aggiunge anche una rete in 3 presenze in Coppa di Francia, per un totale quindi di 29 presenze e 11 reti in competizioni ufficiali con la maglia del club transalpino. Terminata l'esperienza francese fa ritorno al Bromley, con cui nella stagione 1948-1949 tra l'altro vince sia la Athenian League che la FA Amateur Cup.

## Palmarès

### Club

#### Competizioni nazionali
- Campionato francese: 1

Olympique Marsiglia: 1947-1948
- Athenian League: 1

Bromley: 1948-1949
- FA Amateur Cup: 1

Bromley: 1948-1949

#### Competizioni regionali
- Kent Amateur Cup: 2

Bromley: 1946-1947, 1948-1949
- Kent Senior Cup: 1

Bromley: 1949-1950